# Connie Nielsen
Connie Inge-Lise Nielsen, född 3 juli 1965 i Frederikshavn, är en dansk skådespelare. 
Tio år gammal flyttade Nielsen med föräldrar till Elling, en liten stad nordväst om Frederikshavn. Hon flyttade till Paris som artonåring och arbetade som fotomodell och for sedan vidare till Rom och Milano där hon arbetade och studerade teater. Hon bodde i Italien i många år innan hon flyttade till USA. Hon talar danska, engelska, franska, tyska, italienska och svenska.  Hon har en son född 2 juni 1990 och en son född 21 maj 2007. Hon var 2004–2012 tillsammans med den danske Metallica-trummisen Lars Ulrich, som är far till hennes yngre son. Far till den äldre sonen är skådespelaren Fabio Sartor.

## Filmografi (i urval)
- 1997 – Djävulens advokat
- 1998 – Soldier
- 1998 – Rushmore
- 1998 – Permanent Midnight
- 2000 – Gladiator
- 2000 – Mission to Mars
- 2002 – Demonlover
- 2002 – Basic
- 2002 – One Hour Photo
- 2003 – The Hunted
- 2004 – Bröder
- 2012 – Boss (TV-serie)
- 2013 – Nymphomaniac
- 2014 – 3 Days to Kill
- 2016 – Lejonkvinnan
- 2017 – Stratton
- 2017 – Wonder Woman
- 2017 – Justice League
- 2018 – Liberty (TV-serie)
- 2019 – I Am the Night (TV-serie)
- 2020 – Wonder Woman 1984
- 2021 – Zack Snyder's Justice League
- 2021 – Nobody
- 2024 – Gladiator II
- 2025 – Nobody 2